# Elseya latisternum
Elseya latisternum är en sköldpaddsart som beskrevs av  John Edward Gray 1867.
Elseya latisternum ingår i släktet Elseya och familjen ormhalssköldpaddor. Inga underarter finns listade i Catalogue of Life.

## Utbredning
Elseya latisternum lever i nordöstra Australien, från Kap Yorkhalvön till norra New South Wales.

## Levnadssätt
Arten lever i floder, strömmar, laguner och träsk. Elseya latisternum äter kräftor, grodor och vattenlevande insekter. Honorna lägger sina ägg mellan september och december, oftast mellan 9 och 17 ägg åt gången.